# Davide Grasso
Davide Grasso (Cuneo, 1980) è un sociologo italiano.
È autore sulla guerra, i muri di confine tra XX e XXI secolo, il rapporto tra eredità culturale ed istituzioni.

## Biografia

### Formazione
Dopo le prime pubblicazioni sul concetto di eredità culturale e le sue implicazioni filosofiche, nel 2013 pubblica il primo libro, New York Regina Underground. Racconti dalla Grande mela. Lo scrittore Girolamo De Michele scrive in una recensione che «ci muoviamo, al seguito del narratore, tra quartieri stylosi e ghetti, discoteche multietniche e metropolitane, all’interno di una città-mito, di una città-merce “che esiste per la propria valorizzazione”, la cui chiave di lettura è rinvenuta nella favolosa Anastasia delle Città invisibili di Calvino».

### Viaggi in Medio oriente
Nel 2014 si reca in Turchia e dà vita a un reportage indipendente dal Medio oriente per conto di redazioni radio e web. Parte da Istanbul per attraversare la Turchia, la Palestina, l’Iraq e la Siria.
Nel 2018 pubblica parte dei suoi reportage da Iraq e Siria ne Il fiore del deserto, che viene tradotto in arabo e distribuito anche in Siria e Iraq. Secondo la giornalista Chiara Cruciati dal libro emerge «un crogiolo di volti, etnie, confessioni, provenienze che nell’incontro – e lo scontro – educano se stessi e la più vasta comunità in vista della costruzione di una società nuova». 

## Altre attività
Il 9 novembre 2019, in occasione del trentennale della caduta del muro di Berlino, pubblica La città e il fantasma. Dal muro di Berlino ai nuovi muri, dove racconta la caduta del muro e dell’Unione Sovietica, le battaglie dei giovani e la musica nel mondo socialista, le guerre successive al 1989 e la diffusione dei muri del XXI secolo.
Dal 2021 è docente all'International University College di Torino e dal 2025 ricercatore e docente presso il Dipartimento di Culture, politica e società dell'Università di Torino. Oltre a pubblicare articoli scientifici sulla sociologia politica della Siria ha scritto sull'eredità architettonica berlinese, su guerra e capitalismo fossile e su marxismo ed ecologia.  

## Pubblicazioni
- Memoria e conservazione. La Rückfrage delle istituzioni, Rivista di Estetica (3/2007)
- Quale verità per la storia? Conoscenza, prassi linguistica e contesti sociali, Historia Magistra. Rivista di Storia Critica (1/2009)
- Filosofi in archivio. Appunti di lavoro, Historia Magistra. Rivista di Storia Critica (6/2011)
- Ontologia dei beni culturali, Aphex – Rivista on line di filosofia (4/2011)
- Tutela, stile, autografia. Ontologia dei beni culturali e architettura, in Rivista di estetica, (1/2012)
- Incarnazioni dell'intangibile. Idealità e scrittura tra memoria e progettazione, Rivista di estetica, (2/2012)
- Intervenire nel contesto urbano. Travestimenti e traduzioni della Venustas, con Margot Pellegrino, Eurau, Atti del Convegno (2013)
- New York Regina Underground. Racconti dalla Grande mela, Stilo, Bari, 2013
- Artefatti, ostensione e realtà istituzionale. Le Unità Anti-Terrore nella guerra siriana, Giornale critico di storia delle idee, (2/2018)
- Il fiore del deserto. La rivoluzione delle donne e delle comuni tra l’Iraq e la Siria del nord, Agenzia X, Milano, 2018
- La rivoluzione come scienza-donna: una fragile eccezione nel deserto delle alternative Archiviato il 16 luglio 2020 in Internet Archive., Spazio filosofico (4, 2019)
- La città e il fantasma. Dal muro di Berlino ai nuovi muri, Castelvecchi, Roma, 2019
- Agamben, o coronavírus e o estado de exceção, in Vozes do Fronte. Considorações sobra lo irromper do Covid-19 na Itália, Venezia, Editora Âyiné, 2020
- Gender Equality or Legal Pluralism? An Ostensible Puzzle in the Syrian Legal System, Syrian Studies Association Bulletin, 2, 2021
- The People’s Communes in North-Eastern Syria. Characters, Evolution and Contradictions of an Institution of Self-Government, Études Kurdes, 15, 2022
- Autorité/avant-garde/autogestion: une tension incomprise dans la révolution confederale, in Crétois, Pierre, Jourdain, Édouard, “La démocratie sous les bombes. Syrie-Le Rojava entre idéalisation et répression”, Bordeaux, Le Bord de l'Eau, 2022
- Erased, Emerging, Engraved. Nazi architecture, heritage and public memory, with Liza Candidi, in The Afterlife of Fascist-Era Architecture, Monuments and Works of Art in Italy, a cura di C. Belmonte, Milano, Silvana Editoriale, 2023
- Per un concetto democratico di nazione, Micromega, 6, 2023
- Heritage, Community and Future Generations. The Transgenerational Quest for Justice, Rivista di Estetica, 84, 3, 2023
- Sulla resilienza. Note per una sociologia dei sistemi socio-ecologici, con C. Marciano, A. Sciullo, in Resilienza: dilemmi e controversie attorno a un concetto socio-ecologico, A. Alietti, D. Padovan (eds), Studi di Sociologia, LXII, 1, 2024
- Energy commoning. The politicization of energy collective action in Southern Europe, con A. Taffuri, D. Padovan, O. Arrobbio, A. Sciullo, A. Grignani, Rassegna Italiana di Sociologia, 65(2), 2024
- Unveiling the social transformative potential of Collective Action in Energy Transition: from energy communities towards a communalism of energy, con D. Padovan, O. Arrobbio, A., Sciullo, A. Taffuri, J. Bindi, F. Bartolomei, L. Mastrosimone, Culture della Sostenibilità, 33, 2024
- Gender Relationships and Legal Change in Syria , in M. D’Amico, T. Groppi, C. Nardocci (eds), The Role of Women and Women’s Civil Society Organizations in Peace Processes, Milan, Franco Angeli, 2024
- Capitalismo fossile, militarismo e guerra. Conflitti della deep transition, con D. Padovan, in Energia e mutamento sociale, a c. Di M. Maretti, Milan, Franco Angeli, 2024
- Marx, decrescita e comunismo ecologico: dalla comunità-capitale alla comunità-natura, con D. Padovan, A. Taffuri, A. Sciullo, Quaderni della decrescita, 1, 3, 2024
- Ethnic or political cleansing? Identity, cultural heritage and demographic engineering in the Turkish-occupied territories of northern Syria, R. Di Peri, C. Maritato, (eds), A Matter of Identity? State legitimacy between space control and adhocratic governance, De Europa. European and Global Studies Journal, 7/1, 2024